# Гервасій Якубович
Гервасій Якубович — білгородський архімандрит, близький друг Григорія Сковороди.

## Життєпис
Писар консисторії, ієромонах. 
Заприятелював із Григорієм Сковородою, коли той часто бував на Східній Слобожанщині , запросив його на викладацьку роботу до Харківського колегіуму.
18 червня 1755 року призначений заступником єпископа (намісником єпископської кафедри) єпископом Йоанном Козловичем.
Після смерті останнього і призначення єпископом Гервасія Лінцевського, отримує запрошення єпископа Білгородського Йоасафа Миткевича стати архімандритом одного з монастирів та консисторським суддею, після чого переїжджає з Переяслава до Білгорода.
Григорій Сковорода з цього приводу присвячує йому «Пісню 25-ту .
Надсилаючи вірш, із листом від 22 серпня 1758 року Григорій Сковорода додає: «...на ознаку нашої синівської любові й пошани до тебе прийми від нас пісню відхідну... Правда, наша пісня майже зовсім селянська і проста, написана простонародною мовою, але я сміливо заявляю, що при всій своїй простонародності вона щира і безпосередня». Пише також: «Ми зараз сумуємо за тобою, втішаємо себе цією пісенькою, співаючи її під звуки кіфари або ліри.» .
Сама Пісня 25-та містить рядки:
| На відхід отцю Гервасію Якубовичу, який відходить із Переяслава в Білгород на архімандричий та судейський чин у 1758 році. Із цього зерна: «Господь збереже вхід твій та вихід твій, не дасть у сум'яття ноги твоєї»[1]. |